# Giuseppe Ghezzi
Giuseppe Ghezzi (Comunanza, 1634 - Rome, 1721) est un peintre italien baroque de la seconde moitié du XVIIe et du début du XVIIIe siècle qui a été actif à Rome.

## Biographie
Giuseppe Ghezzi est né en 1634 à Ascoli Piceno, dans la région des Marches en  Italie centrale. Fils et élève du peintre Sebastiano Ghezzi, Giuseppe Ghezzi a peint dans le style de Pietro da Cortona.
Il a été le secrétaire perpétuel de l'Accademia di San Luca à Rome.
Il est le père du caricaturiste Pier Leone Ghezzi et le mentor de Pietro de' Pietri (1634-1721).
Le 10 décembre 1676, il a réuni un certain nombre de travaux privés des maîtres vénitiens et les a exposés dans les cloîtres San Salvatore à Rome.
Après une longue période d'inaction, déjà âgé, il met fin à ses jours à Rome le 12 décembre 1721,.

## Galerie

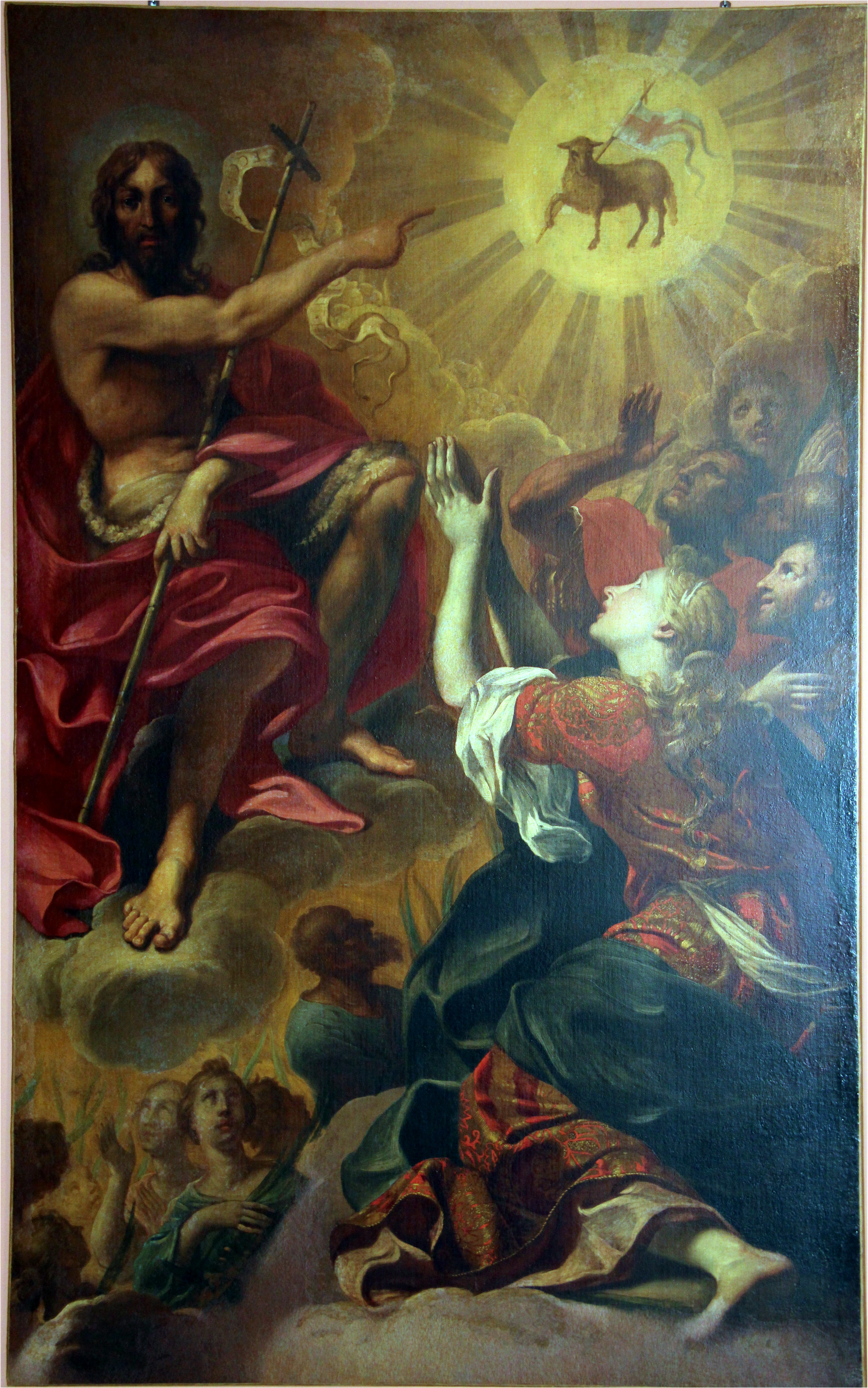
Saint Jean Baptiste et sainte Julie, 1680-1685, Musée d’Art sacré de Comunanza
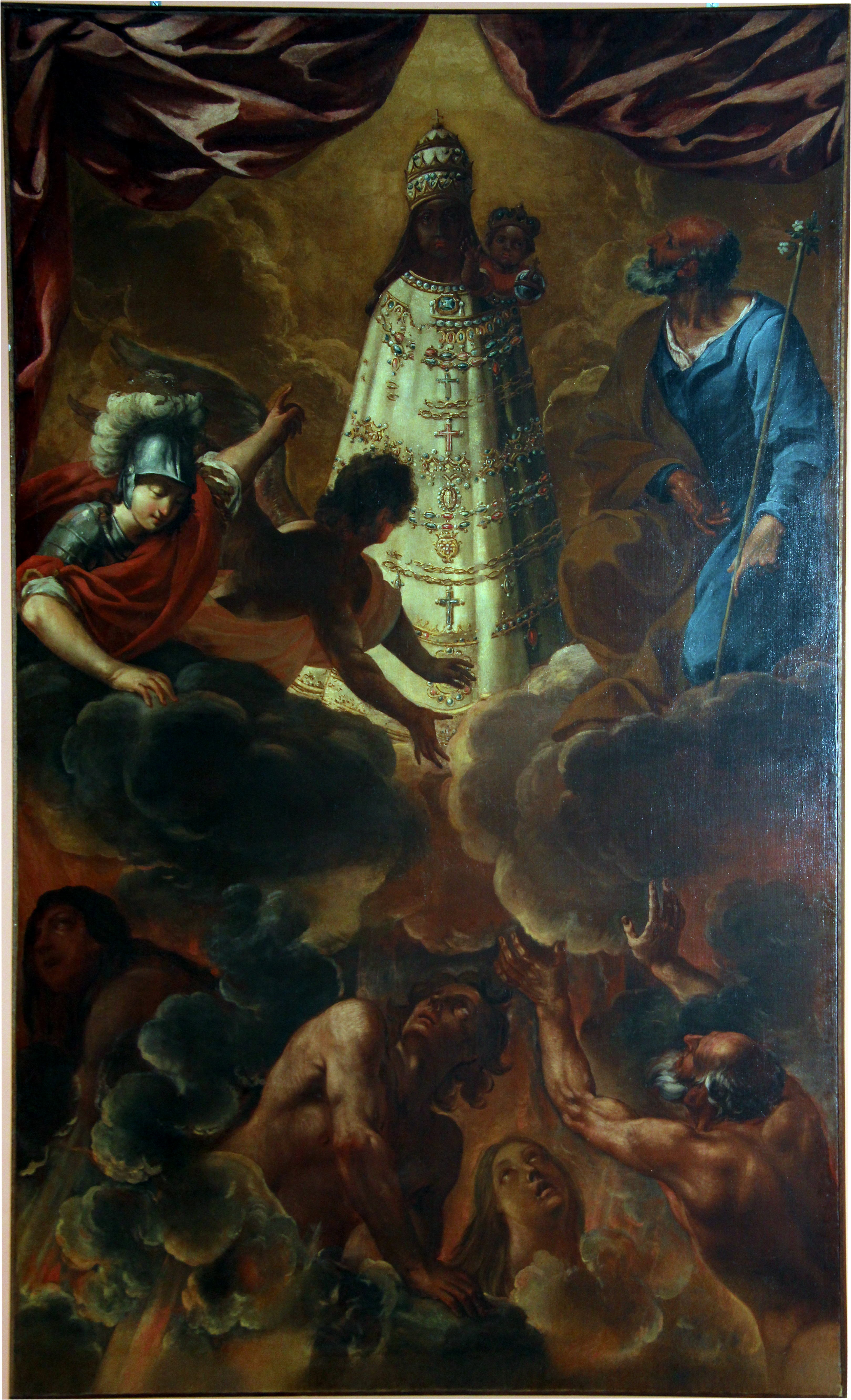
Madone de Lorette avec Saint Michel Archange et les âmes du purgatoire, Musée des arts sacrées de Comunanza
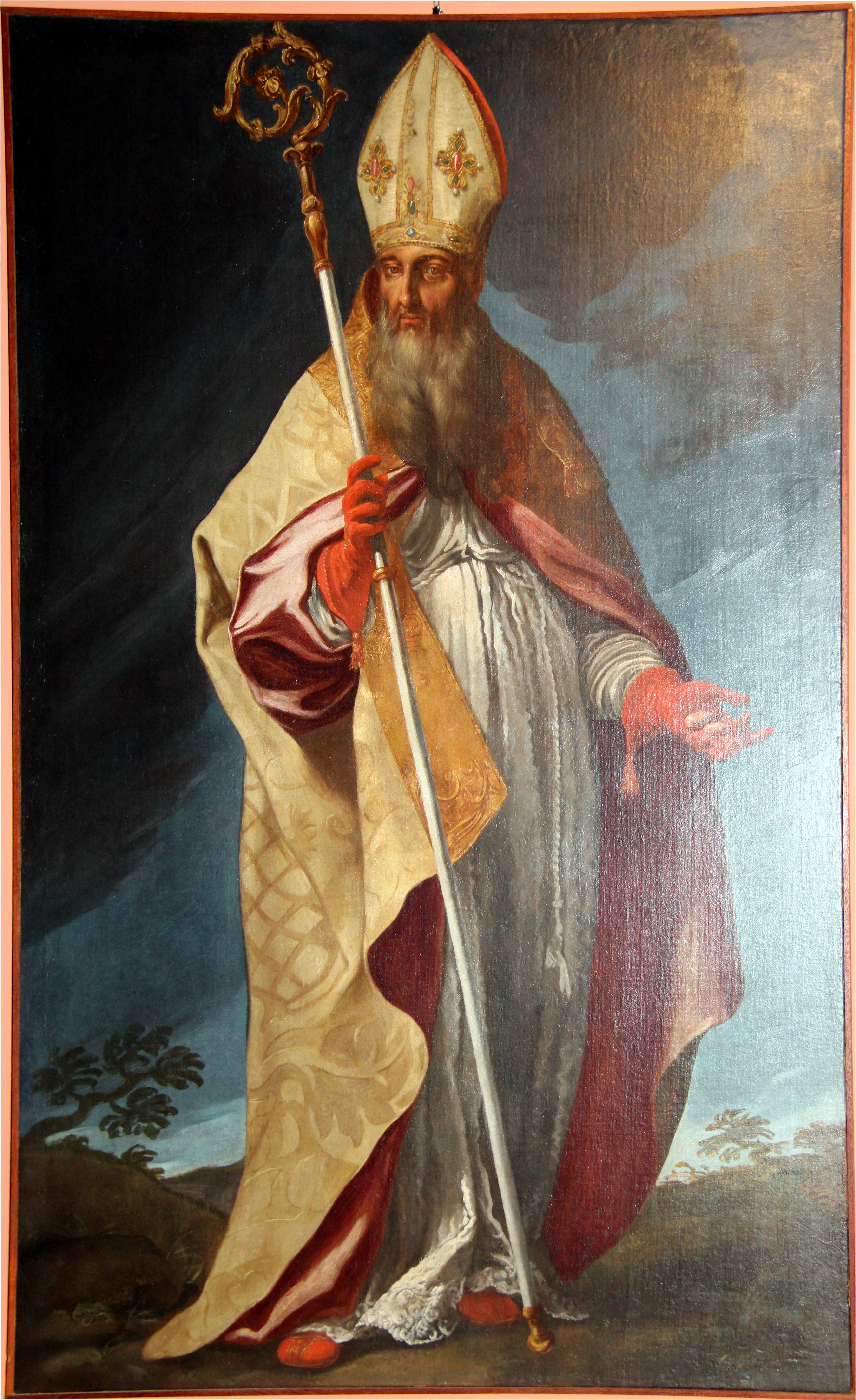
San Liborio, env.1780, Musée des Arts sacrés de Comunanza
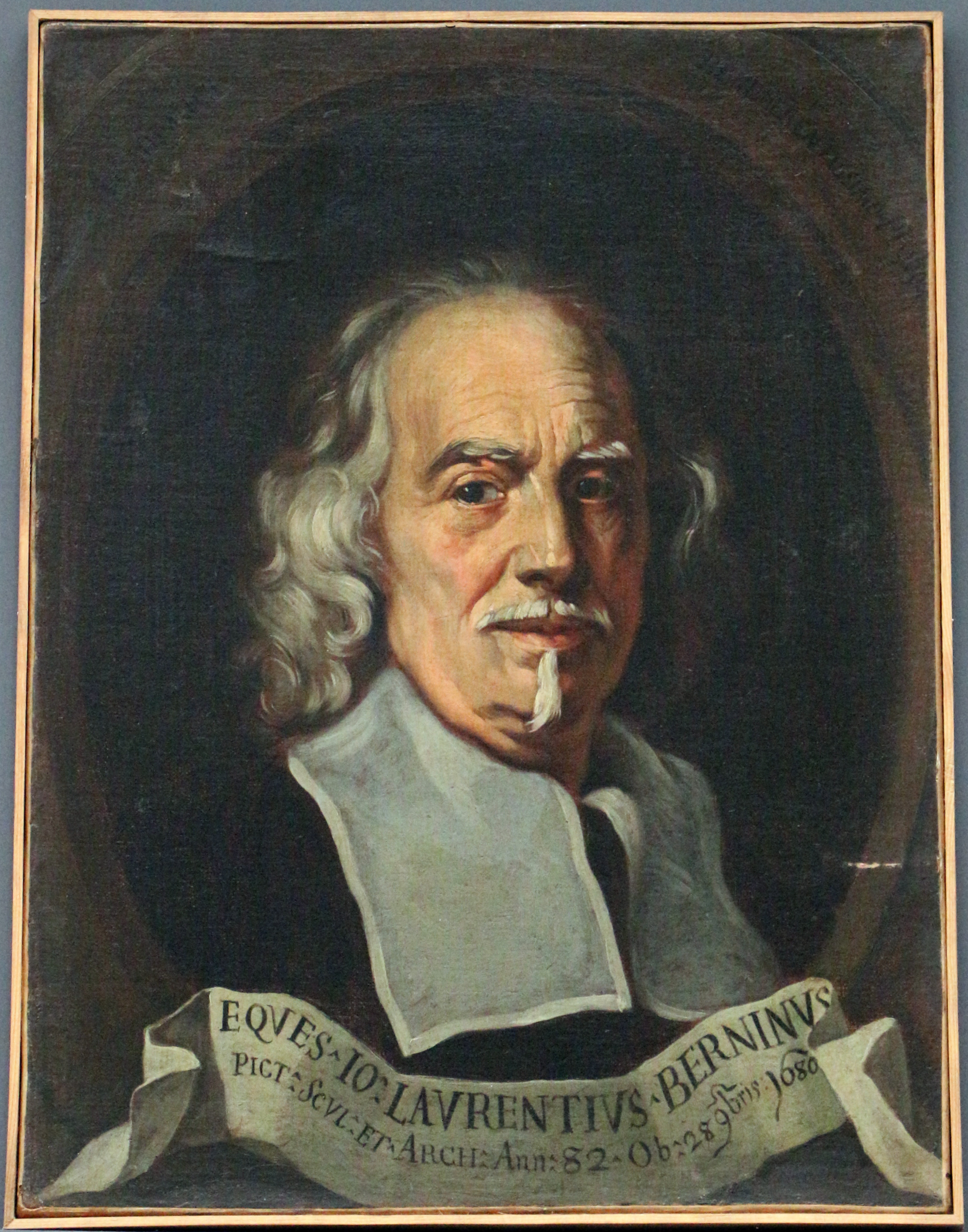
Giuseppe Ghezzi Portrait de Gian Lorenzo Bernini, 1692, huile sur toile, 64,7 x 48 cm. Accademia di San Luca, Rome, Italie.
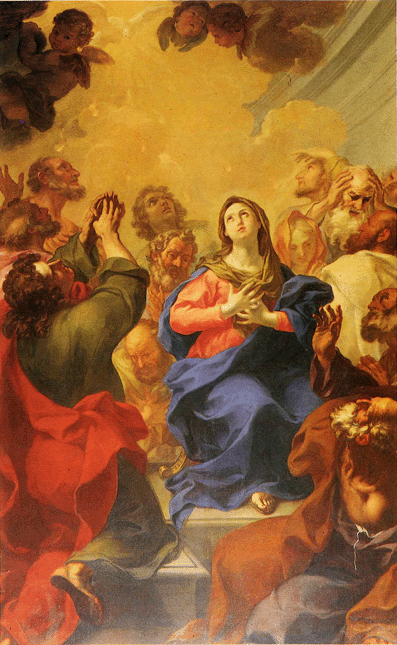
Giuseppe Ghezzi. La Pentecôte, 1697, huile sur toile.
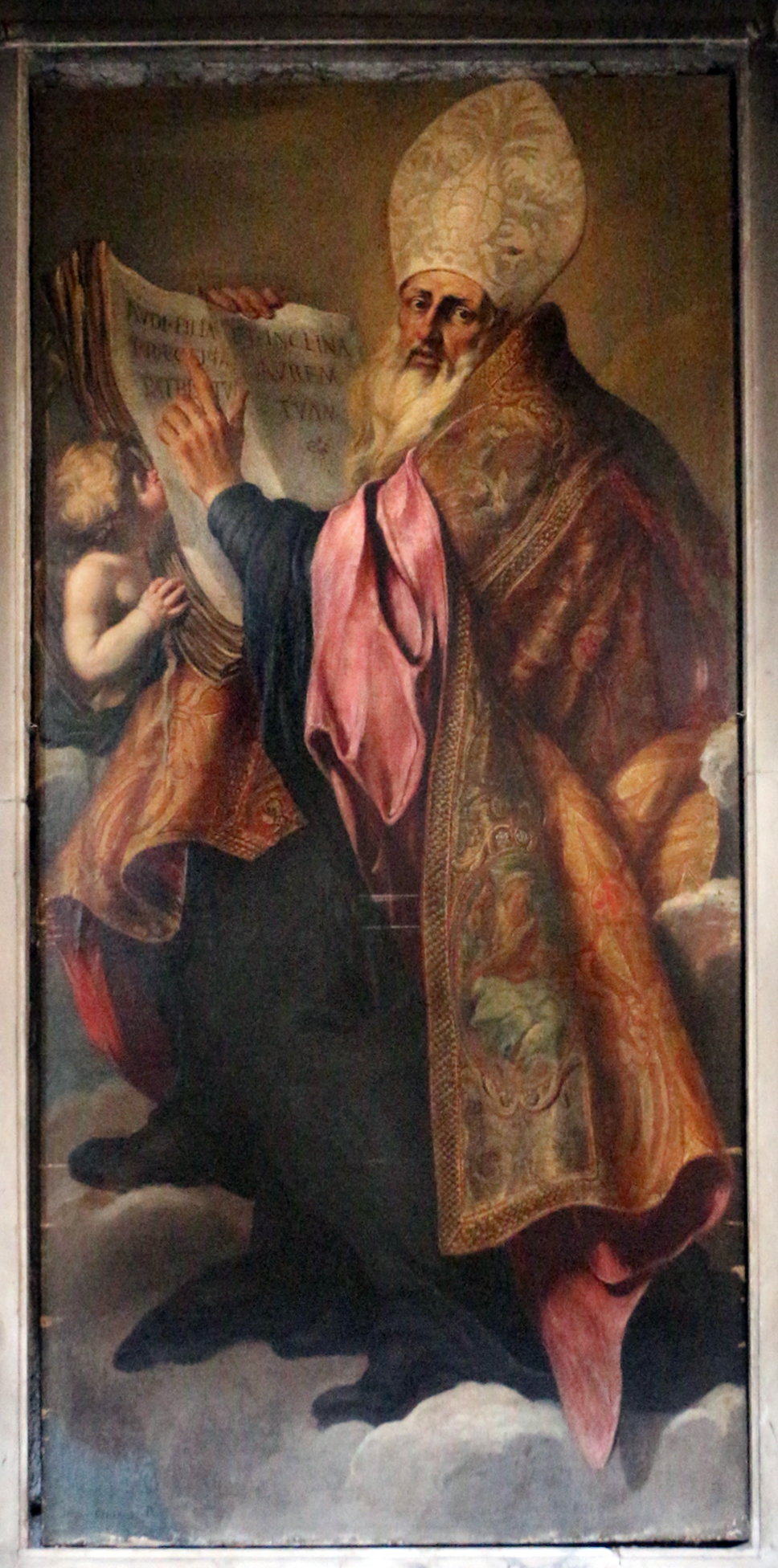
Saint Benoît, huile sur toile.